# Assevillers
Assevillers település Franciaországban, Somme megyében. Lakosainak száma 310 fő (2022. január 1.). Assevillers Herbécourt, Barleux, Belloy-en-Santerre, Dompierre-Becquincourt, Estrées-Deniécourt, Fay és Flaucourt községekkel határos.

## Népesség
A település népességének változása:
| Lakosok száma | 286  | 290  | 299  | 296  | 300  | 303  | 307  | 308  | 310  |
|               | 2013 | 2015 | 2016 | 2017 | 2018 | 2019 | 2020 | 2021 | 2022 |